# Skbk wz 89 Onyks
Skbk wz 89 Onyks — польский автомат, созданный на базе автоматов АКС74У и Kbk wz 88 Tantal. Разработка оружия Институтом техники и вооружения. В 1990 году была выпущена опытная партия автоматов, а в 1991 — завершились войсковые испытания. Серийное производство началось в 1993 году.

## Описание
От автомата Tantal Onyks отличается укороченным стволом с новым пламегасителем, сохранившим возможность использования винтовочных гранат. Onyks, как и его прототип, имел возможность стрельбы очередями с отсечкой (в дополнение к одиночным выстрелам и непрерывным очередям). Складной металлический приклад аналогичен таковому у Tantal.
L-образный перекидной целик имеет положения, соответствующие дальности стрельбы 100, 200 и 400 м. Может устанавливаться приспособление для стрельбы в условиях низкой освещённости с тритиевой подсветкой. Установка подствольного гранатомёта или штыка невозможна. В комплект автомата входят: три запасных магазина, пенал, укороченный (относительно Tantal) шомпол, ремень, сумка для магазинов и снаряжения, а также маслёнка.
Вариант Skbk wz. 91 Onyks отличается использованием патрона 5,56 мм НАТО. Он был создан в 1990 году, когда Польша переориентировалась в своей внешней политике на Североатлантический альянс, но серийно не выпускался.